# Narona
Narona var en forntida romersk bosättning i Neretvadalen, mellan städerna Metković och Vid, i dagens Dalmatien i södra Kroatien. Staden låg i den romerska provinsen Dalmatia och grundades av romarna efter de Illyriska krigen.

## Utgrävningar
1878 hittade den brittiska arkeologen Arthur Evans flera arkeologiska föremål vid platsen, däribland huvudet av en staty föreställande den romerska kejsaren Vespasianus och Livia Drusilla. 
Vid utgrävningarna 1995 och 1996 hittades ett romerskt tempel tillägnat guvernören Dolabella som innehöll sjutton marmorskulpturer och statyer av bland annat kejsaren Claudius.

## Arkeologiska museet Narona
Sedan den 18 maj 2007 går det att se föremålen från utgrävningsplatsen på det Arkeologiska museet Narona som är beläget i orten Vid. 